# إليوت س. كاتلر جونيور
إليوت س. كاتلر جونيور (بالإنجليزية: Elliott C. Cutler, Jr.)‏ هو عسكري أمريكي، ولد في 15 يونيو 1920 في كليفلاند في الولايات المتحدة، وتوفي في 27 نوفمبر 2007 في نيوبوريبورت في الولايات المتحدة.